# Aphalidura
Aphalidura är ett släkte av skalbaggar. Aphalidura ingår i familjen vivlar.
Kladogram enligt Catalogue of Life:
| Aphalidura | \| \| Aphalidura breviformis \| \| \| \| \| \| Aphalidura impressa \| \| \| \| |
|            | \| \| Aphalidura breviformis \| \| \| \| \| \| Aphalidura impressa \| \| \| \| |
|            | Aphalidura breviformis                                                         |
|            |                                                                                |
|            | Aphalidura impressa                                                            |
|            |                                                                                |